# Баљци (Ружић)
Баљци су насељено мјесто у општини Ружић, Далмација, Република Хрватска.

## Географија
Налазе се на падинама Свилаје, изнад источног обода Петровог поља.

## Култура
У селу се налази храм Српске православне цркве Св. Јована Крститеља из 1730. године и остаци унијатске цркве Преображења Господњег (Рога) из 1835. године.

## Историја
Баљци су у Другом светском рату били под контролом четника (Свилајска бригада), али је село дало највећи број партизана од свих мјеста општине Дрниш. Њих 12 је учествовало у бици на Сутјесци, а преживјело је само двоје.
Због лошег економског стања, недостатка путева, струје и воде, становници Баљака су годинама емигрирали у друге крајеве. У бившој СФРЈ, највише су одлазили у Срем (Шид), а у иностранство у Немачку (Северна Рајна) и Велику Британију (Оксфорд). Протјерани Баљчани након рата, населили су се већим дијелом у Србији — Шид, Нови Сад, Београд, а неки у иностранство — Њемачка, САД, Уједињено Краљевство.
Прије рата је село припадало општини Дрниш. За вријеме рата у Хрватској (1991-1995) налазило се у Републици Српској Крајини, у близини границе с Хрватском. Године 1995. хрватском војном акцијом „Олуја“, протјерани су сви становници Баљака.
Ово село се спомиње у првој верзији пјесме „Бојна Чавоглаве”. Марко Перковић Томпсон, родом из сусједних Чавоглава, који је написао пјесму и извео, рекао је да је ово село одувјек уливало страх околним Хрватима. После је умјесто „Баљци и Мирловићи” додато „српски добровољци”.

## Становништво
Према попису становништва из 1991. године, Баљци су имали 470 становника, 453 Срба, 13 Хрвата 4 осталих. Након рата, село је остало без становника, што је потврђено на задња два пописа (2001 и 2011). Према попису из 2011. године, Баљци су имали 3 становника.
| Националност       | 1991. |
| Срби               | 453   |
| Хрвати             | 13    |
| остали и непознато | 4     |
| Укупно             | 470   |

| Демографија | Демографија | Демографија |
| Година      | Становника  | Становника  |
| ----------- | ----------- | ----------- |
| 1961.       | 617         |             |
| 1971.       | 633         |             |
| 1981.       | 641         |             |
| 1991.       | 470         |             |
| 2001.       | 2           |             |
| 2011.       |             | 3           |

## Попис 1991.
На попису становништва 1991. године, насељено место Баљци је имало 470 становника, следећег националног састава:
| Попис 1991.‍ | Попис 1991.‍ | Попис 1991.‍ | Попис 1991.‍ | Попис 1991.‍ |
| ----------- | ----------- | ----------- | ----------- | ----------- |
|             |             |             |             |             |
| Срби        | Срби        |             | 453         | 96,38%      |
| Хрвати      | Хрвати      |             | 13          | 2,76%       |
| непознато   | непознато   |             | 4           | 0,85%       |
| укупно: 470 |             |             |             |             |

## Презимена
| - Арамбашић — Православци, славе Св. Николу - Башић — Православци, славе Св. Николу - Бешевић — Православци, славе Св. Николу - Бибић — Православци, славе Св. Николу - Видовић — Римокатолици - Џалета — Православци, славе Св. Николу - Гегић — Православци, славе Лазареву Суботу - Глигорић — Православци, славе Ђурђевдан - Гугић — Римокатолици - Гутић — Православци, славе Ђурђевдан | - Јанковић — Православци, славе Лазареву Суботу - Јошић — Православци, славе Лазареву Суботу - Клисурић — Православци, славе Лазареву Суботу - Миланковић — Православци, славе Лазареву Суботу - Обрадовић — Православци, славе Св. Николу - Радомиловић — Православци, славе Ђурђевдан - Тарлаћ — Православци, славе Св. Николу - Тетек — Православци, славе Св. Николу - Тошић — Православци, славе Св. Јована |

## Познати Баљчани
- Драган Тарлаћ, кошаркаш, репрезентативац Југославије